# Elecciones parlamentarias de Brasil de 1974
Se celebraron elecciones parlamentarias en Brasil el 15 de noviembre de 1974. La Alianza Renovadora Nacional (ARENA) obtuvo 203 de los 364 escaños de la Cámara de Diputados, mientras que el Movimiento Democrático Brasileño (MDB) obtuvo 16 de los 22 escaños del Senado. La participación de votantes fue del 80,9%.

## Resultados

### Cámara de Diputados
| Partido                   | Partido                                | Votos      | %      | Escaños | +/–   |
| ------------------------- | -------------------------------------- | ---------- | ------ | ------- | ----- |
|                           | Alianza Renovadora Nacional (ARENA)    | 11,866,599 | 52.20  | 203     | –20   |
|                           | Movimiento Democrático Brasileño (MDB) | 10,954,359 | 47.80  | 161     | +74   |
|                           |                                        |            |        |         |       |
| Votos válidos             | Votos válidos                          | 22.730.958 |        |         |       |
| Votos nulos/en blanco     | Votos nulos/en blanco                  | 6.160.057  | -      |         |       |
| Total                     | Total                                  | 28,981,015 | 100.00 | 364     | +54   |
| Registrados/Participación | Registrados/Participación              | 35,810,715 | 80,92  | +3.47   | +3.47 |
| Fuente: Nohlen            |                                        |            |        |         |       |

### Senado
| Partido                   | Partido                                | Votos      | %      | Escaños | Total | +/-   |
| ------------------------- | -------------------------------------- | ---------- | ------ | ------- | ----- | ----- |
|                           | Movimiento Democrático Brasileño (MDB) | 14,486,252 | 59,00  | 16      | 20    | +13   |
|                           | Alianza Renovadora Nacional (ARENA)    | 10.067.796 | 41,00  | 6       | 46    | -13   |
|                           |                                        |            |        |         |       |       |
| Votos válidos             | Votos válidos                          | 24.554.048 |        |         |       |       |
| Votos nulos/en blanco     | Votos nulos/en blanco                  | 4.371.744  | -      |         |       |       |
| Total                     | Total                                  | 28,925,792 | 100.00 | 22      | 66    | 0     |
| Registrados/Participación | Registrados/Participación              | 35,736,074 | 80.94  | -0.99   | -0.99 | -0.99 |
| Fuente: Nohlen            |                                        |            |        |         |       |       |